# Tasiocera plurispina
Tasiocera plurispina är en tvåvingeart som beskrevs av Alexander 1960. Tasiocera plurispina ingår i släktet Tasiocera och familjen småharkrankar.
Artens utbredningsområde är Madagaskar. Inga underarter finns listade i Catalogue of Life.